# Lysimachia chingshuiensis
Lysimachia chingshuiensis là một loài thực vật có hoa trong họ Anh thảo. Loài này được C.I. Peng & C.M. Hu mô tả khoa học đầu tiên năm 1999.